# 法國國家鐵路公司

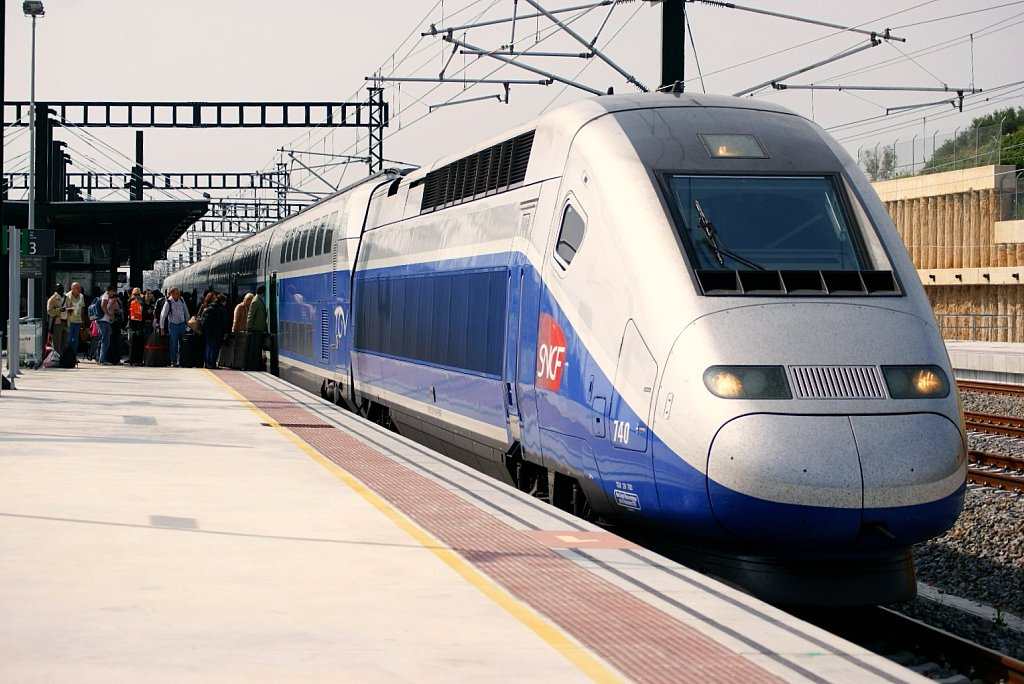
SNCF的高速法國國鐵TGV Duplex列車

法國國家鐵路公司（法語：Société nationale des chemins de fer français，法語發音：[sɔsjete nɑsjɔnal de ʃ(ə)mɛ̃ d(ə) fɛʁ fʁɑ̃sɛ]，簡寫： [ɛsɛnseɛf] ⓘ），中文簡稱法國國鐵及法鐵，是法国最大的国营公司之一，也是歐盟區內仅次于德国铁路（DBAG）的第二大铁路公司，總部位於圣但尼市。它成立於1938年，運營該國的國家鐵路運輸，其中包括法國高速鐵路網絡上的法國高鐵TGV，也包括鄰近小國摩納哥的聯外鐵路運輸。 其職能包括運營客運和貨運鐵路服務（通過其子公司 SNCF Voyageurs 和 Rail Logistics Europe），以及鐵路基礎設施的維護和信號傳輸（SNCF Réseau）。鐵路網絡由約35,000 km（22,000 mi）的路線組成，其中2,600 km（1,600 mi）是高速鐵路，和14,500 km（9,000 mi）是電氣化鐵路。 每天大約有 14,000次列車在營運。
公司成立于1938年。
从2020年1月1日起，公司法律地位由公立工商业机构改为股份有限公司。法鐵負責法國國有鐵路的經營。法鐵在全球120個國家有營業，員工142,240人。
2010年，法國國家鐵路公司(SNCF)在法國排名第22位，和在《财富世界500强》中全球排名第214位。法國國鐵集團其餘的業務有道路貨物運輸、道路旅客運輸、海港鏈接、基礎設施工程、商業旅游、网上售票、參股其他公司等等。2017年，國鐵集團的总營業額為335億歐元，净收入为13亿欧元。現任集團主席是让·皮埃尔·法兰多，于2019年11月1日接替紀堯姆·佩皮。

## 旗下子公司
Keolis

## 外部連結
- SNCF官方网站 （页面存档备份，存于）
- SNCF Réseau官方网站 （页面存档备份，存于）
- Oui.sncf （页面存档备份，存于），购买和预订火车票
- SNCF财务报告 （页面存档备份，存于）
- Map （页面存档备份，存于）
- SNCF Society - enthusiasts' site （英文） （法文）